# St. Jakobus der Ältere in Buch (Riedenburg)

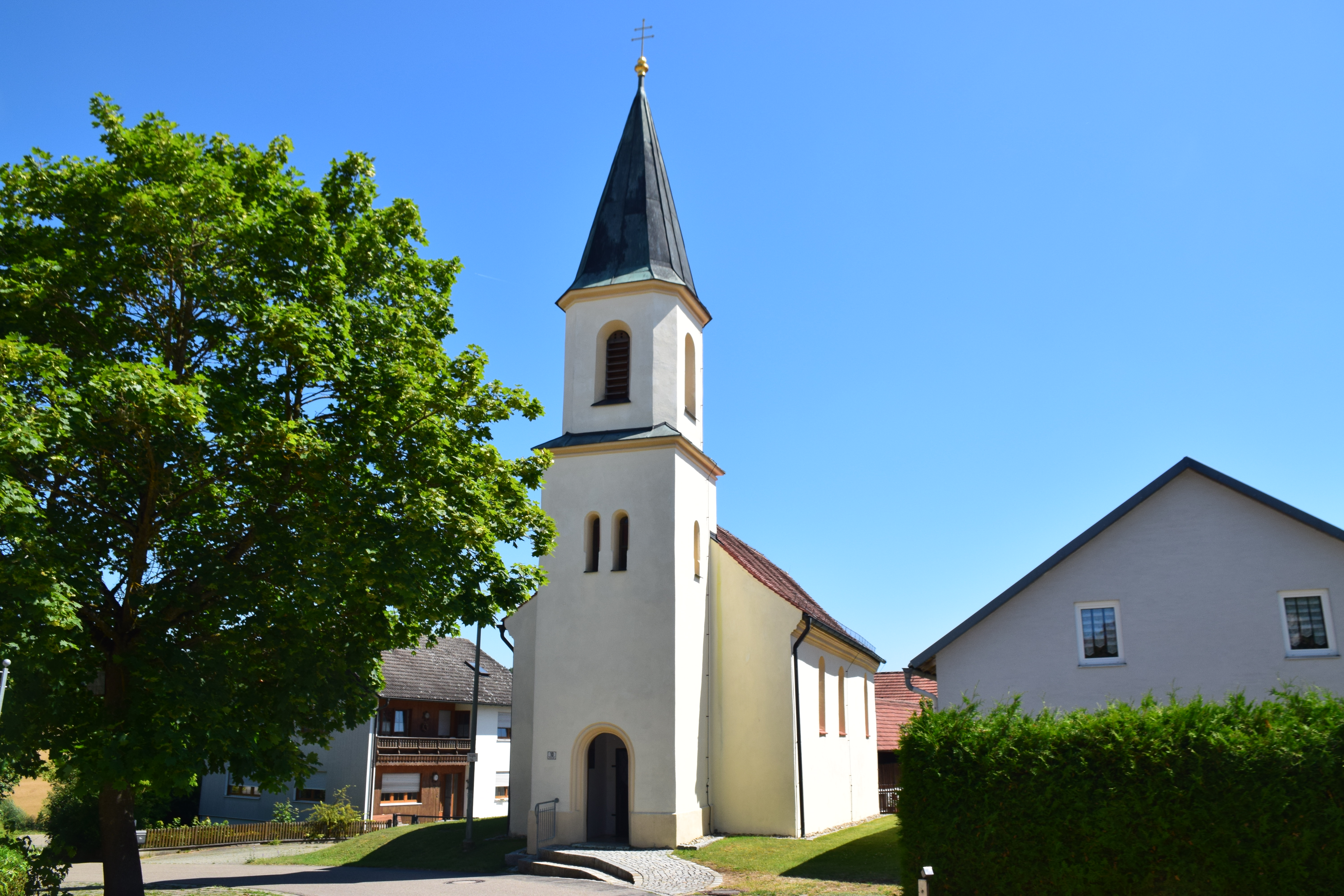
St. Jakobus der Ältere in Buch in Riedenburg

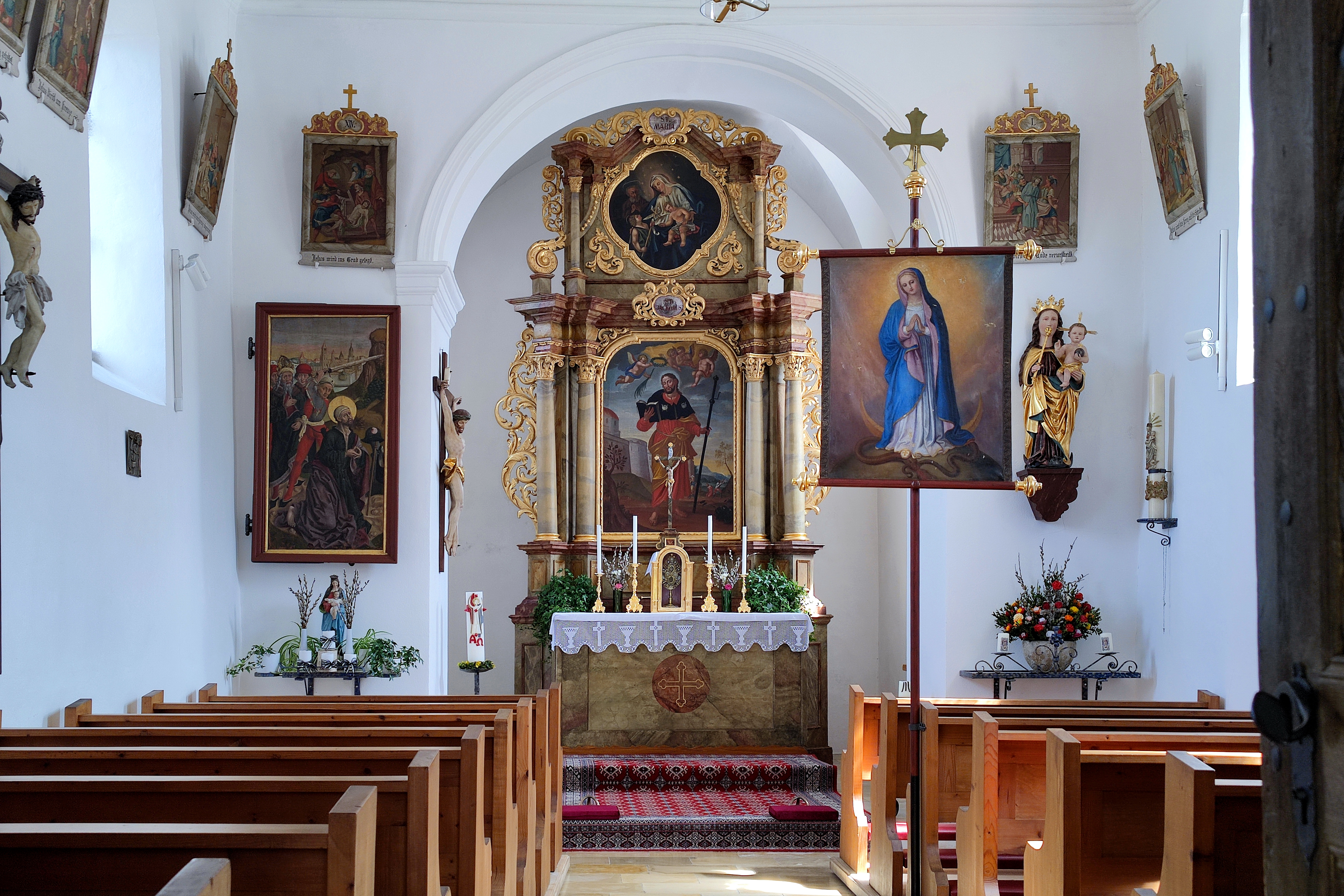
Innenraum

Die römisch-katholische Filialkirche St. Jakobus der Ältere steht in Buch, einem Gemeindeteil der Stadt Riedenburg im niederbayerischen Landkreis Kelheim. Sie ist in der Liste der Baudenkmäler in Riedenburg unter der Nummer D-2-73-164-49 eingetragen. Die Kirche gehört zum Dekanat Kelheim im Bistum Regensburg.

## Beschreibung
Die im Kern mittelalterliche Saalkirche wurde im 17. Jahrhundert umgebaut. Sie besteht aus dem Langhaus, dem eingezogenen Chor im Osten und der Sakristei an der Nordwand des Chors. Der mit einem spitzen Helm bedeckte Kirchturm auf quadratischem Grundriss im Westen, in dem sich das Portal befindet, wurde erst im 19. Jahrhundert angebaut. In seinem achteckigen Obergeschoss hängen zwei Glocken.
Zur Kirchenausstattung gehört ein Hochaltar vom Ende des 17. Jahrhunderts. Mittelpunkt des Altarretabels ist ein Gemälde, das den Kirchenpatron Jakobus mit Pilgerstab und Heiligenschein zeigt, über ihm ein Engel, der ihm den Lorbeerkranz aufsetzt und den Palmzweig als Zeichen des Märtyrers bringt. Im Hintergrund ist die Enthauptung des Heiligen zu sehen. Die Enthauptung ist ebenfalls auf einem Tafelbild an der Wand links vom Chorbogen dargestellt. Dieses Gemälde stammt von einem Flügelaltar. Der Altarauszug enthält ein Gemälde der Heiligen Familie mit Johannes dem Täufer, wie Jesus als Kind. Eine um 1500 gestaltete Mondsichelmadonna rechts vom Durchgang zum Chor wurde im 19. Jahrhundert erneuert.